# 孟公屋
孟公屋，是香港西貢區的一條村落，主要居民包括俞姓、成姓和劉姓的原居民，三家姓都有祠堂，亦有馮姓原居民。三家祠堂均為為單層瓦頂屋。

## 歷史
孟公屋於清朝初年開村，俞姓始祖為俞德魁，成姓始祖為成檳元，其子成國珍於孟公屋開村。

## 「成張一家親」
清朝初年，西貢坑口孟公屋成氏先祖成檳元外出經商，遇上盜賊被殺。其妻鄒氏見夫遲遲未歸，遂到沙田大水坑向夫君友人張首興求助，不久找到成檳元的身首異處的屍首。張氏為免好友妻兒生活無依，便照顧他們，後來與鄒氏共偕連理，婚後亦誕下一子張子龍。張首興為免亡友絕後，待成檳元的兒子成國珍長大後，囑回復成姓，助其在孟公屋開基立業。此事記於成、張兩族的宗祠內的《成張兩族一家親碑記》上。自此，成國珍就在西貢開枝散葉，成為了今日西貢孟公屋村成氏的開基祖先。成國珍感謝繼父高義，為表敬意，每年農曆年初二必偕妻兒家小，帶同笨重的麒麟舞配備，一同前往沙田大水坑村拜年、祭祖。以前的西貢對外交通不便，每次都要沿西沙古徑，穿越茅坪、梅子林，翻山越嶺抵達大水坑村。由於路程遙遠，即使早上出發，到達大水坑已是下午，接着馬上進行互拜及祭祀儀式。當所有活動都完成後，已幾近黃昏，所以成氏族人通常會在大水坑村借宿一晚。如此舟車勞頓，往往要耗上大半天，一點都不好受，但成氏後人從不言苦。自康熙年間到現代，這個習俗堅持了三百多年，從無斷絕。1990年代，大水坑村張氏後人建議改為兩族隔年互訪，即今年由成氏舞麒麟到訪，翌年則由張氏舞麒麟回拜。這個故事今日記錄在《成張兩族一家親碑記》，存放在孟公屋村成氏宗祠和大水坑村張氏宗祠內，讓後人世代銘記這個超逾3個世紀的故事。葉德平：〈麒麟舞出三世紀兄弟情〉（页面存档备份，存于）。至1990年代初，成、張兩族改為兩村隔年互訪，成氏逢“乙、丁、己、申、癸”年往大水坑村拜年，而張氏則於“甲、丙、戊、庚、壬”年往孟公屋回敬。
成、張兩族有如兄弟姊妹，兩族互不通婚，每年重陽節的秋祭，成、張兩族都會一同前往西貢南圍拜祭太母鄒氏。，有事時亦會互相支持

## 興建祠堂紛爭
劉、俞、成三姓興建祠堂時曾經紛爭，僵持不下，成氏認為劉、俞兩姓聯手施壓，就派員往大水坑向同一太母的張氏求助，張氏逾百人趕到孟公屋聲援，重重包圍整條孟公屋村，最終劉、俞兩族同意讓成氏祠堂建於三所相連之祠堂中間。

## 黑妹事件
2009年1月尾，己丑年年初一村民報警，有一隻身懷4隻小狗的唐狗名叫「黑妹」，自年廿九起誤進兩姓祠堂之間的狹縫不幸被困。香港消防處出動3車消防員拯救黑妹，成為香港新聞。而不少愛狗人士到場打氣，為救狗命要求當地拆祠堂，但當地的元老一直以破壞風水為理由去拒絕拆祠堂救出「黑妹」。黑妹於年初二獲救，但於送往愛護動物協會途中死亡。
當日漁護署聲稱黑妹是患有腫瘤而非懷孕，但是事隔一個多月，漁護署人員完成的驗屍報告並指出「黑妹」體內確實有懷有四個胚胎，並已到懷孕後期，快將誕下小狗，可惜因為「黑妹」的去世，小狗最終未能出世。

## 村代表
- 俞屋村：俞玉明
- 成家村：成漢強（兼任西貢區議員）

## 鄰近
- 孟公屋路
- 清水灣道
- 上洋山
- 圍心村
- 碧沙灣
- 銀線灣

## 外部連結
- 西貢孟公屋俞屋村，村代表堅持不能拆祠堂（页面存档备份，存于）
- 俞氏宗祠管理委員會